# Konotopska bitka
Konotopska bitka (ukr. Конотопська битва, rus.: Конотопская битва) je ukrajinsko-ruska vojna bitka između ukrajinske zaporoške vojske pod zapovjedništvom hetmana Ivana Vihovskog i manjeg broja tatarsko-poljskih saveznika s jedne strane, i ruske carske vojske predvođene Aleksejem Trubeckim i manjeg broja rusko-ukrajinskih kozačkih snaga s druge strane. Bitka je započeta 26. lipnja 1659. godine u današnjoj Sumskoj oblasti, u sjeveroistočnoj Ukrajini, nezadugo nakon što je 1658. stvorena ukrajinska Velika kneževina Ruska u sklopu federativne države Unija tri naroda.

## Razdoblje Rujine
Konotopska bitka se dogodila u ukrajinskom povijesnom razdoblju poznatom kao Rujina. To se vrijeme odnosi na razdoblje nakon smrti ukrajinskog hetmana Bogdana Hmeljnickog 1657. godine, kada se uz potporu vanjskih politika susjednih država stvaraju dvije oprečne političke struje unutar ukrajinskog kozačkog društva. Takvu i sličnu politiku su podupirale prije svega kraljevska Poljska i carska Rusija koje su nastojale umanjiti vojnu snagu ukrajinskih kozaka čije je članstvo iz dana u dan postajalo brojnije.

## Vanjske poveznice
- С.Махун; Конотопская битва (rus.)
- Конотопська битва - зразок козацького воєнного мистецтва (ukr.)
- Конотопская трагедия. 1659 год. (rus.)  Arhivirana inačica izvorne stranice od 29. rujna 2007. (Wayback Machine)
- Руїна (1658-1686) (ukr.)  Arhivirana inačica izvorne stranice od 17. srpnja 2011. (Wayback Machine)